# 미치와키 유타카
미치와키 유타카(일본어: 道脇 豊, 2006년 4월 5일~)는 일본의 축구 선수로, 포지션은 공격수이다.

## 구단 경력
2022년 12월, 16세의 나이로 J2리그의 로아소 구마모토와 프로 계약을 맺은 최연소 선수가 되었다. 같은 해 2월 19일, 도치기 SC와의 리그 경기에서 교체로 출전 해 프로 데뷔전을 가졌다.

## 국가대표팀 경력
일본 연령별 대표팀에 계속해서 소집되던 그는2023년 6월, 태국에서 열리는 2023년 AFC U-17 아시안컵의 일본 대표팀 명단에 포함되었다. 결승전에서 대한민국을 상대로 결승골을 넣어 팀이 3-0으로 이기는 데 기여하며 일본의 대회 네 번째 우승을 차지했다.
2023년 FIFA U-17 월드컵에도 출전, 4경기에 출전했다.